# Тубинский улус
Туби́нский улус — княжество енисейских кыргызов XVI—XVIII вв. на правом берегу Енисея с центром на р. Туба (хак. Упса), где обитал ведущий род туба (тубинцы), известный ещё с раннего Средневековья (племя тубас или дубо).
Улус входил в конфедерацию четырёх кыргызских княжеств, известную в русских источниках как Киргизская землица, управлялся князем — беком (хак. піг). Известные князцы — Коян (правил с 1620-х, как минимум, до конца 1640-х гг.) и Шанда Талаев (соратник Еренячки Ишеева, погибший в бою с русским отрядом в 1692 г.)
Другой крупный род Тубинского улуса модар (маторцы) занимал земли в предгорьях Саян.
Несмотря на некоторые этнические различия, модары и тубинцы считались с кыргызами «одни люди и род и племя». Тубинский улус объединял различные аймаки: Байкотовский, Кольский, Уштерский, Койбальский или Каменно-Моторский, Яринский, Бохтинский, Алытский, Бугусский, Хайтонский, Корнатский, Алахамский и другие.
Тубинские данники, кыштымы, занимали таёжные урочища Восточных и Западных Саян. По мнению Н. Н. Козьмина и Л. П. Потапова, киштымами тубинцев могли быть не только тофалары саянской тайги, но даже и тубалары Северного Алтая, которые как бывшие тубинские люди усвоили этот термин для себя.
В феврале 1692 года, по жалобе канских ясачных людей в Красноярске была снаряжена военная экспедиция под начальством Василия Многогрешного и Тита Соломатова. Перед выступлением в поход служилые люди перебили всех мужчин-киргизов, которые кочевали под Красноярском, чтобы в отсутствие служилых людей «худа над городом не сделали» (РГАДА. Ф. 214. Оп. 3. Стб. 1317). Придя на Кан, руководивший передовым отрядом русских Тит Соломатов хотел вступить в переговоры, но тубинцы обстреляли его отряд. Сражение продолжалось целый день. Тубинцы, потеряв множество убитых, стали разбегаться и соорудили одну засеку, где засело 50 чел. Красноярцы брали засеку штурмом. В итоге 700 тубинцев было убито и 600 жён и детей взято в плен. В связи с чем С. В. Бахрушин отметил, что после этого поражения Тубинское княжество уже не смогло оправиться.

## Родо-племенной состав
Тубинский улус объединял различные аймаки:
- Алахамский
- Алытский,
- Байкотовский,
- Бохтинский,
- Бугусский,
- Койбальский или Каменно-Моторский,
- Кольский,
- Корнатский,
- Уштерский,
- Хайтонский,
- Яринский и др.